# Арв
Арв (фр. Arve) — река во Франции и Швейцарии. Длина реки составляет около 102 км. Площадь бассейна — около 2060 км². Средний расход воды — 73,9 м³/с.
Находится на юго-востоке Франции, в департаменте Верхняя Савойя. Арв является одним из левых притоков реки Рона. Исток находится в Грайских Альпах, недалеко от швейцарской границы.
Река Арв с зимним паводком, с декабря по март включительно максимум в январе-феврале. Самый низкий уровень воды в реке летом, в период с июля по сентябрь включительно.